# Issam Chebake
Pour les articles homonymes, voir Chebbak (homonymie).
Issam Chebake, né le 12 octobre 1989 à Agadir, est un footballeur international marocain qui évolue au poste de défenseur, en tant qu'arrière droit au Krasava ENY.

## Biographie
Natif d'Agadir, Issam Chebake grandit à Behren-lès-Forbach en Moselle. Son père travaille en tant que professeur d'arabe à Bordeaux. Il effectue toutes ses classes de football au SG Marienau Forbach, des benjamins aux seniors, qui évoluent alors en Division d'Honneur. Il se fait ensuite contacter par le club alsacien de Sarre-Union, évoluant en CFA2, qu'il rejoint à l'été 2010. Lors de la saison 2010-11, ils remportent le championnat et accèdent au CFA. 
En 2013, il s'envole vers le Maroc pour être testé au Maghreb de Fes, au Hassania d'Agadir et au Difaa d'El Jadida. 
Après 2 saisons à ce niveau, il rejoint pour la saison 2013-14 le Rodez Aveyron Football, également en CFA, saison conclue à la seconde place et marquée par un 32e de finale en Coupe de France face à Montpellier. Auteur de 2 buts et 5 passes décisives, c'est au cours de cette saison qu'il se fait remarquer par des clubs de Ligue 2 et de National. Il choisit alors de rejoindre Le Havre et son "passé glorieux", y signant un contrat, son premier chez les professionnels, d'une durée de deux années.
Il est titularisé dès la 1re journée de championnat de Ligue 2. Il inscrit son premier but chez les professionnels le 13 février 2015 face au Clermont Foot. Au terme de la 38e journée, il a participé à 31 matchs de championnat, dont 26 débutés en tant que titulaire. Après cette saison pleine, il prolonge fin août son contrat jusqu'en 2018. Il débute titulaire la saison 2015-2016 mais doit composer avec la nouvelle concurrence de Grégoire Puel, arrivé au mercato d'été, qui lui ravit sa place à partir de la 4e journée de championnat. Alors qu'il le remplace à la 69e minute de jeu lors de la 6e journée face au Red Star (défaite 0-2), il se fait exclure deux minutes plus tard.
De retour dans le onze normand le 2 octobre pour le compte de la 10e journée, il ne manque ensuite qu'une seule rencontre de championnat sur le reste de la saison. Il termine celle-ci en délivrant trois décisives et trouvant le chemin des filets à une reprise lors des 3 dernières rencontres.

## Palmarès

### En club
Avec l'APOEL Nicosie, il est champion de Chypre en 2024 et vice-champion en 2023. Il remporte également la Supercoupe de Chypre en 2024.

### Distinction individuelle
- 2013 : Meilleur joueur de CFA avec Rodez AF.